# هورس گوین
هورس گوین (انگلیسی: Horace Gwynne; ۵ اکتبر ۱۹۱۲ – ۱۶ آوریل ۲۰۰۱) بوکسور اهل کانادا بود.
وی در مسابقات کشوری و بین‌المللی در مجموع برندهٔ ۱ مدال طلا شده‌است.